# Talin
Talin (in armeno Թալին?) è una città di circa 5 371 abitanti (2008) della provincia di Aragatsotn in Armenia.